# Stanisław Vincenz

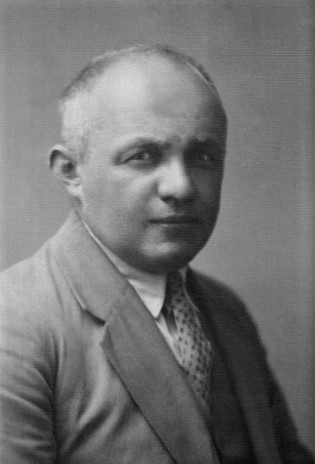
Stanisław Vincenz (1931)

Stanisław Vincenz (geboren 30. November 1888 in Słoboda Rungurska, Österreich-Ungarn, heute im Rajon Kolomyja, Ukraine; gestorben 28. Januar 1971 in Lausanne, Schweiz) war ein polnischer Schriftsteller, Philosoph und Übersetzer.

## Leben

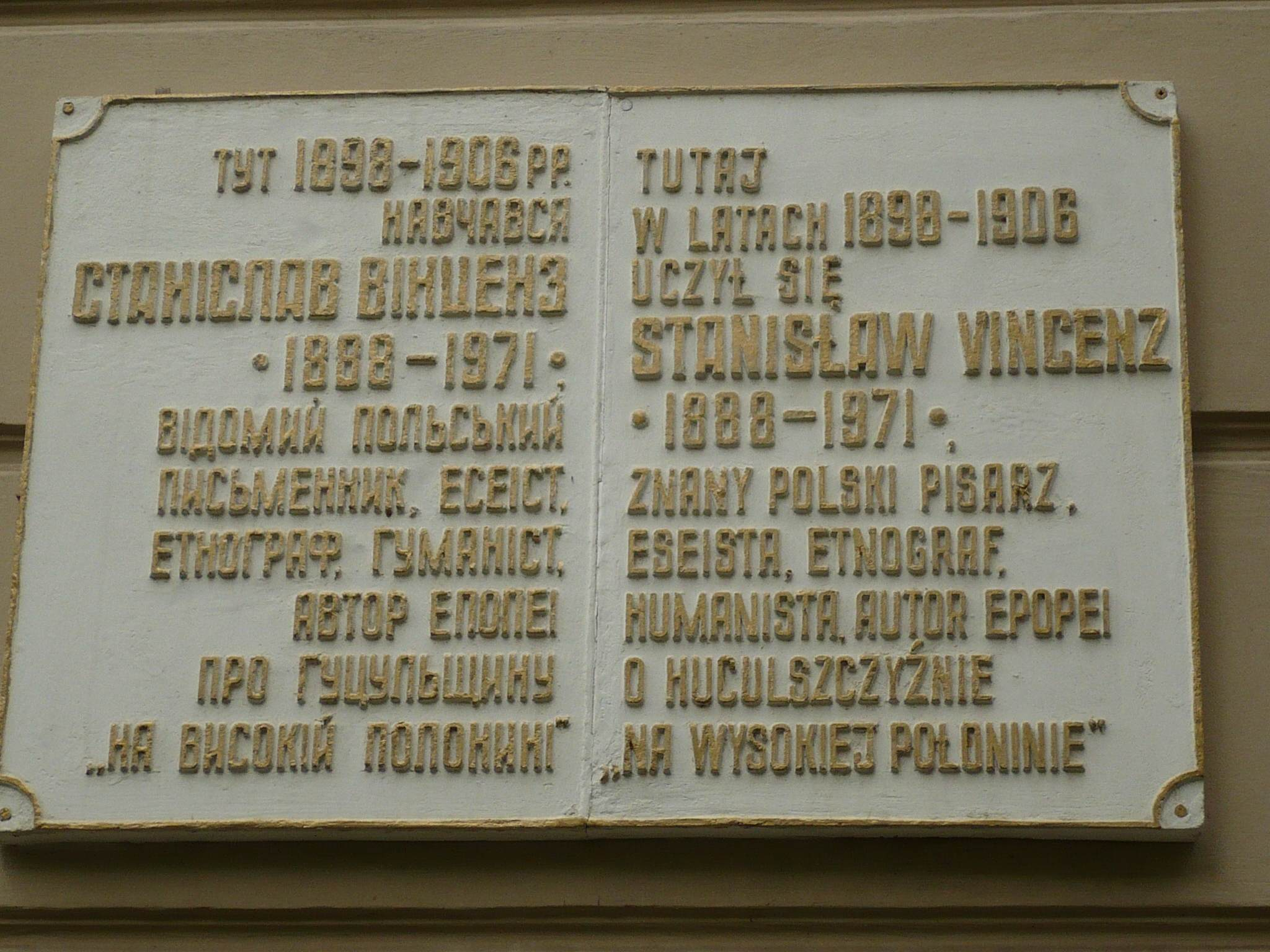
Erinnerungstafel am Gymnasium in Kolomyja: Hier studierte von 1898 bis 1906 Stanisław Vincenz (1888-1971), ein bekannter polnischer Schriftsteller, Essayist, Ethnograph, Humanist und Autor des Epos «Na wysokiej połoninie» ("Auf der hohen Karpatenalm") über das Huzulengebiet.

Stanisław Vincenz war ein Sohn der Zofia Zuzanna geb. Przybyłowska und des Felix Vincenz, der aus einer Erdölindustriellenfamilie in Galizien stammte, die einen Teil ihrer Wurzeln in Frankreich hatte. Stanisław Vincenz wuchs in der auch von den Huzulen bewohnten Region der Karpaten auf und besuchte das 1894 gegründete polnische klassische Gymnasium in der Kreisstadt Kolomyja. Ab 1906 studierte er Biologie, Rechtswissenschaft, Slawistik, Sanskrit und Philosophie an der Universität Wien. Er machte 1911 seinen Wehrdienst in Wien und heiratete 1912 Helena Loeventon in Odessa. Sein zweiter Sohn, Andrzej de Vincenz (1922–2014), erneuerte später das „de“ im frankophonen Familiennamen. Vincenz wurde am 15. Juli 1914 in Wien mit der Dissertation Hegels Philosophie der Religion und ihr Einfluss auf Feuerbach promoviert. Sein Habilitationsvorhaben zum Thema Hegel in Polen und in Russland brachte er nicht zu Ende, nachdem die Unterlagen durch Kriegseinwirkungen verbrannten. Von 1915 bis 1918 war er Offizier im k.u.k. Galizisch-Bukowinischen Infanterie-Regiment „Ritter von Kummer“ Nr. 24 und war anschließend auch Soldat in den kriegerischen Auseinandersetzungen zwischen Polen und Sowjetrussland. Er war Anfang der 1920er Jahre Mitglied in der sozialdemokratisch orientierten Bauernpartei Polskie Stronnictwo Ludowe „Wyzwolenie“. In Lemberg war er 1922 Redakteur der Zeitschrift Nowe Czasy.
Nach Ende der kriegerischen Auseinandersetzungen lebte er als freier Wissenschaftler und Journalist wieder in seiner Heimatregion im nunmehr polnischen Galizien, in der Hauptstadt Warschau und er machte Reisen in der Region und nach Westeuropa. Auf Anregung seines Freundes, des ebenfalls aus Galizien stammenden Schweizer Philosophen Rudolf Maria Holzapfel, brachte er 1936 eine Sammlung von Geschichten und Volksmärchen der Huzulen aus den Ostkarpaten in polnischer Sprache heraus: Na wysokiej połoninie – Prawdy starowieku („Auf den Almen (auf den hohen Weiden) – Wahrheiten der alten Tage“). Die weitere Arbeit an den Folgebänden bestimmte daraufhin im Wesentlichen seine wissenschaftliche Tätigkeit.
Nach Ausbruch des Zweiten Weltkriegs wurde Ostpolen gemäß den Vereinbarungen im Hitler-Stalin-Pakt im September 1939 von der Sowjetunion annektiert. Vincenz und seiner Familie gelang erst im Mai 1940 die Flucht nach Ungarn, wo polnische Flüchtlinge geduldet waren. Während seines Aufenthalts im Dorf Verőce konnte er verfolgten Juden in Wien und Budapest helfen und wurde dafür zusammen mit seiner zweiten Frau Irena postum als Gerechter unter den Völkern geehrt. Als ihm nach Ende des Zweiten Weltkriegs die Rücksiedlung in seine nunmehr ukrainisch-sowjetische Heimat drohte, emigrierte er nach Frankreich und wohnte dort im Kurort Uriage-les-Bains, dann in Grenoble und schließlich im Bergdorf La Combe-de-Lancey. 1964 zog er in die Schweiz, wo er, schwer erkrankt, an den weiteren Bänden seiner Almen-Tetralogie weiterarbeitete und eine große Menge unaufgearbeitete Materialien und Manuskripte hinterließ, aus denen unter anderem auch eine autobiografische Schrift erschlossen werden konnte.
In den 1980er Jahren wurden Vincenz’ Arbeiten von der Huzulen-Forschung entdeckt. Wissenschaftliche Tagungen und Monographien befassten sich mit seiner Arbeit. Aus seinem Nachlass wurde 1992 ein Band „Notizen“ herausgegeben.

## Werke (Auswahl)
- Na wysokiej połoninie. Prawda starowieku. Warschau 1938 [Auf den Almen. Wahrheiten der Urzeit, Band 1]
  - On the High Uplands. Sagas, Songs, Tales and Legends of the Carpathians. Übersetzung H.C. Stevens. London 1955
- Zwada. London, 1970 [Disput, Band 2]
- Listy z nieba. London 1974 (postum) [Briefe aus dem Himmel, Band 3]
- Barwinkowy wianek. London 1979 (postum) [Band 4]
- O książkach i czytaniu. Budapest, 1942
- Dante und die Volksmythe. Dortmunder Vorträge ; Heft 54. Dortmund : Kulturamt d. Stadt, 1962, 31 Seiten
- Po stronie pamięci. Paris, 1965 [An der Seite der Erinnerung]
- Dialogi z Sowietami. London, 1966 [Dialoge mit den Sowjets]

postum
- Tematy żydowskie. London, 1977 [Jüdische Themen]
- Z perspektywy podróży. Krakau, 1980 [Aus der Perspektive einer Reise]
- Po stronie dialogu. Warschau, 1983
- Powojenne perypetie Sokratesa. Krakau, 1985 [Sokrates‘ Nachkriegs-Wechselfälle]
- Outopos. Zapiski z lat 1938-1944. Breslau, 1992 [Notizen aus dem Nachlass]
- Atlantyda. Pisma rozproszone z lat II wojny światowej. Warschau, 1994
- Über die Möglichkeiten der Verbreitung polnischer Kultur und Literatur. Übersetzung Winfried Lipscher. In: Marek Klecel: Polen zwischen Ost und West. Polnische Essays des 20. Jahrhunderts. Eine Anthologie. Berlin, Suhrkamp, 1995, S. 289–309
- Adam Mickiewicz : Der Dichter und Mann, in: Bonifacy Miązek (Hrsg.): Adam Mickiewicz : Leben und Werk. Frankfurt am Main : Lang, 1998, S. 281–297
- Auf der Suche nach dem Taubenbuch des Baal Schem Tow und andere Geschichten aus dem Karpatenhochland von Huzulen, Chassidim und Rachmanen. Aus dem Polnischen übersetzt von Herbert Ulrich. Lublin, 2005